# Irreville
Irreville ist eine französische Gemeinde mit 472 Einwohnern (Stand 1. Januar 2022) im Département Eure in der Region Normandie. Sie gehört zum Arrondissement Évreux und zum Gemeindeverband Évreux Portes de Normandie. Die Bewohner werden Irrevillais und Irrevillaises genannt.

## Geografie
Die Gemeinde Irreville liegt etwa zehn Kilometer nördlich von Évreux am Ostrand der Hochebene von Le Neubourg. Hier bricht das Plateau zum Tal des Flusses Eure um etwa 100 Höhenmeter ab. Das Gebiet zeichnet sich durch das Fehlen von oberirdischen Fließgewässern aus, was auf den kreidehaltigen Untergrund zurückzuführen ist. Umgeben wird Irreville von den Nachbargemeinden Heudreville-sur-Eure und Cailly-sur-Eure im Norden, Clef Vallée d’Eure im Osten, Reuilly im Südosten, Dardez im Süden, Le Boulay-Morin im Südwesten und La Chapelle-du-Bois-des-Faulx im Westen.

## Bevölkerungsentwicklung
| Jahr      | 1962 | 1968 | 1975 | 1982 | 1990 | 1999 | 2006 | 2012 | 2021 |
| Einwohner | 142  | 159  | 172  | 162  | 276  | 337  | 391  | 466  | 469  |

Im Jahr 1936 wurde mit 114 Bewohnern die bisher niedrigste Einwohnerzahl ermittelt. Die Zahlen basieren auf den Daten von cassini.ehess und INSEE.

## Sehenswürdigkeiten
- Kirche Sainte-Colombe
- Schloss Irreville, ein Teil davon dient heute als Rathaus

## Wirtschaft und Infrastruktur
In der Gemeinde sind fünf Landwirtschaftsbetriebe ansässig (hauptsächlich Getreideanbau).
Durch Irreville führt die ehemalige Route nationale 154, die teilweise zur Autoroute A154 ausgebaut wurde.

## Belege
1. ↑  Irreville auf cassini.ehess
2. ↑  Irreville auf INSEE
3. ↑  Landwirtschaftsbetriebe auf annuaire-mairie.fr (französisch)